# 鲁迅纪念馆

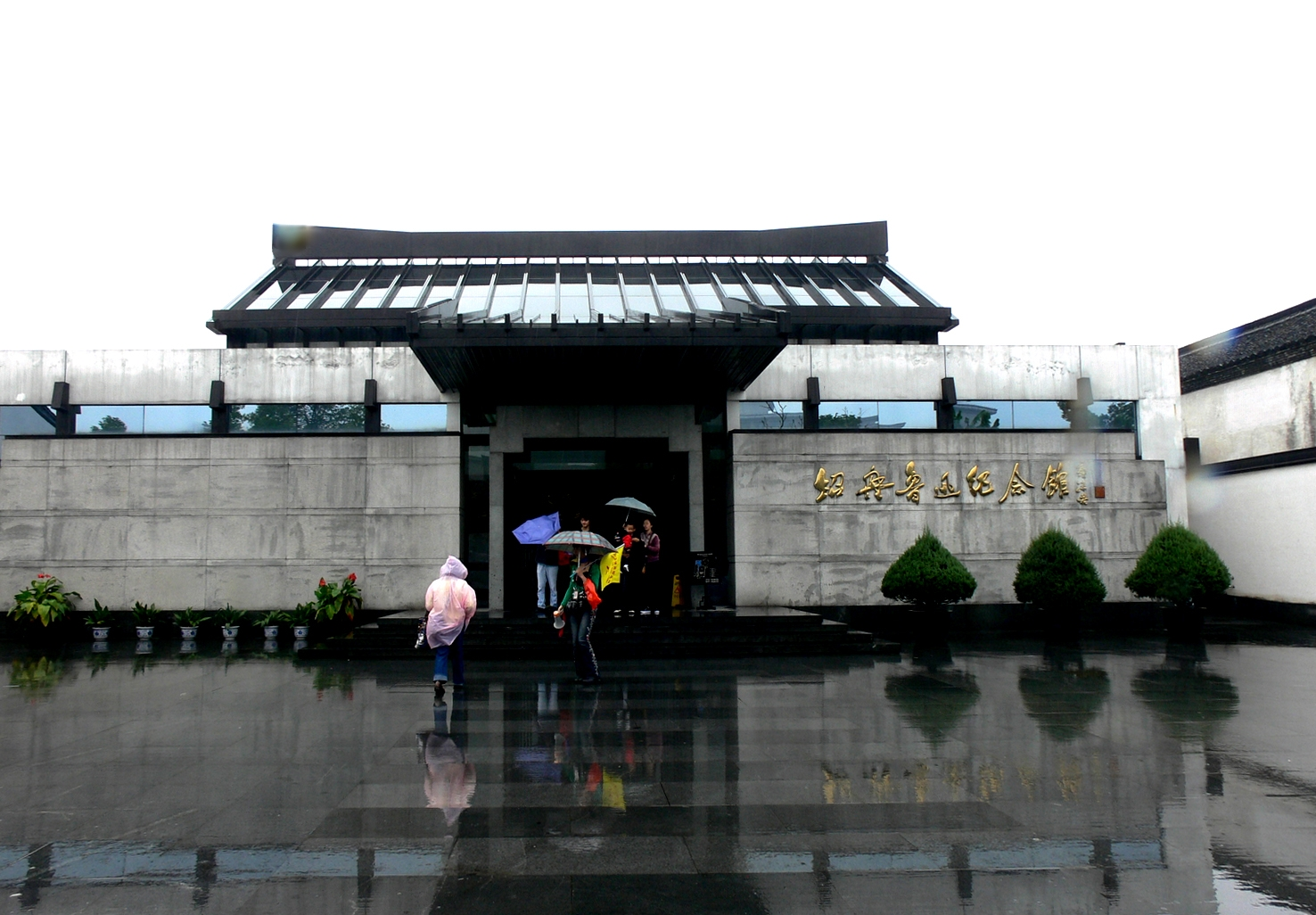
绍兴鲁迅纪念馆

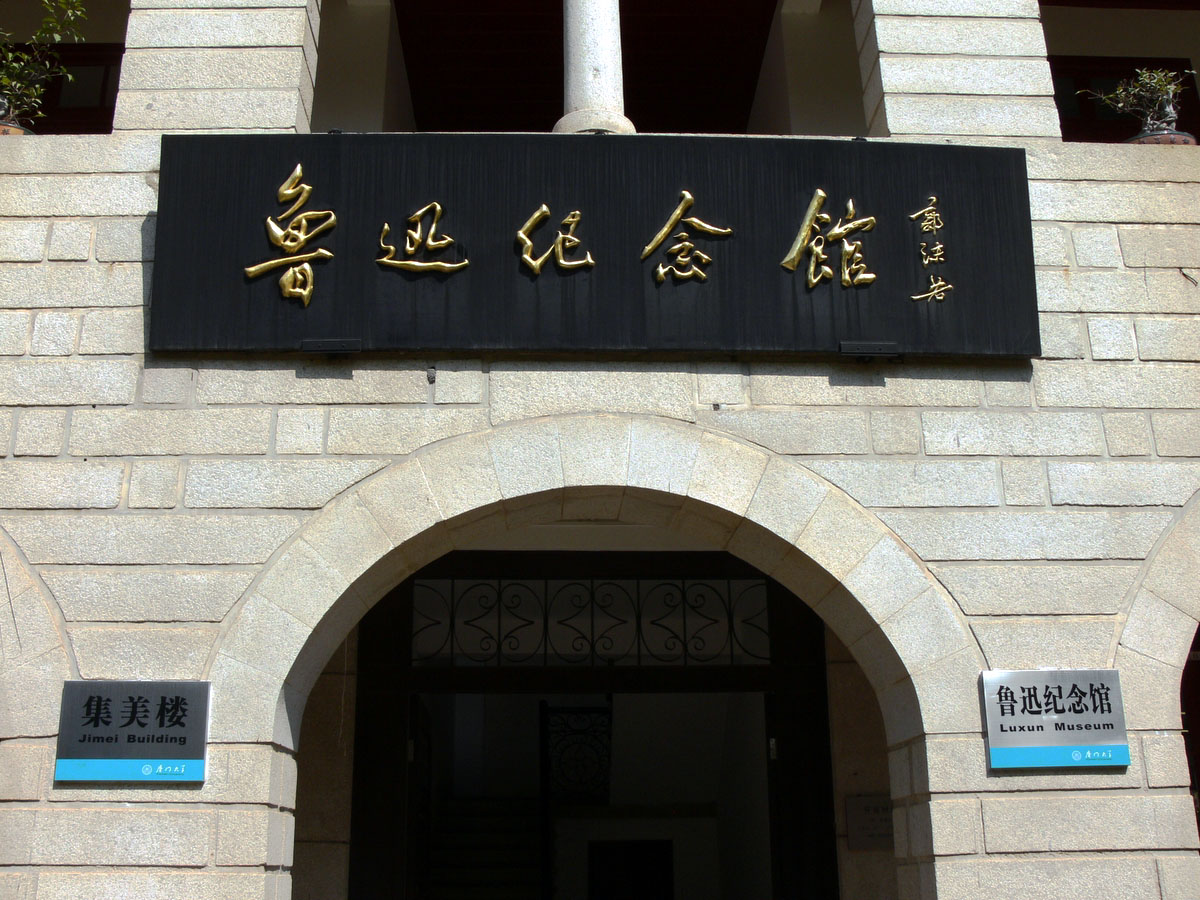
厦门大学鲁迅纪念馆

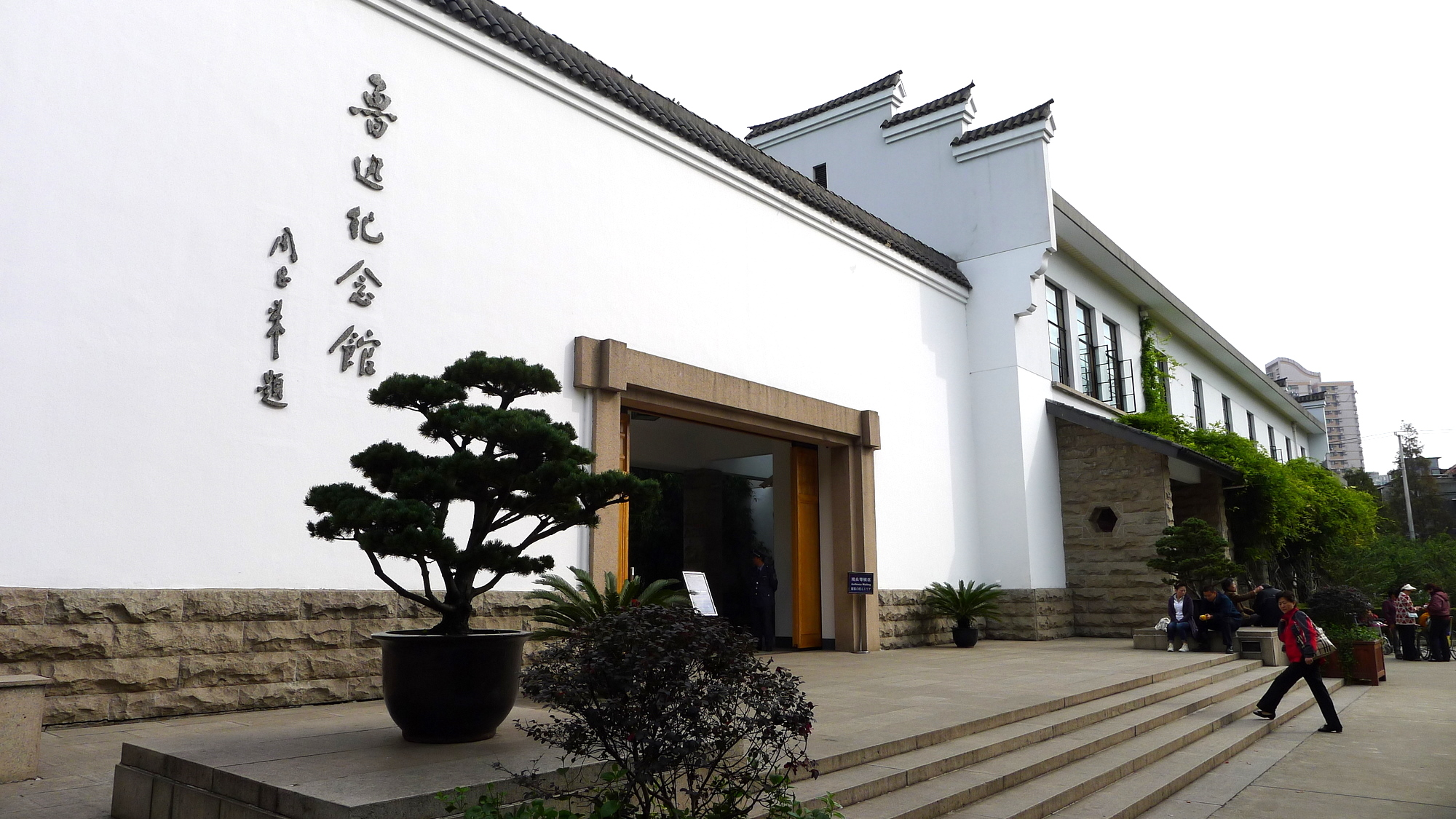
上海鲁迅纪念馆

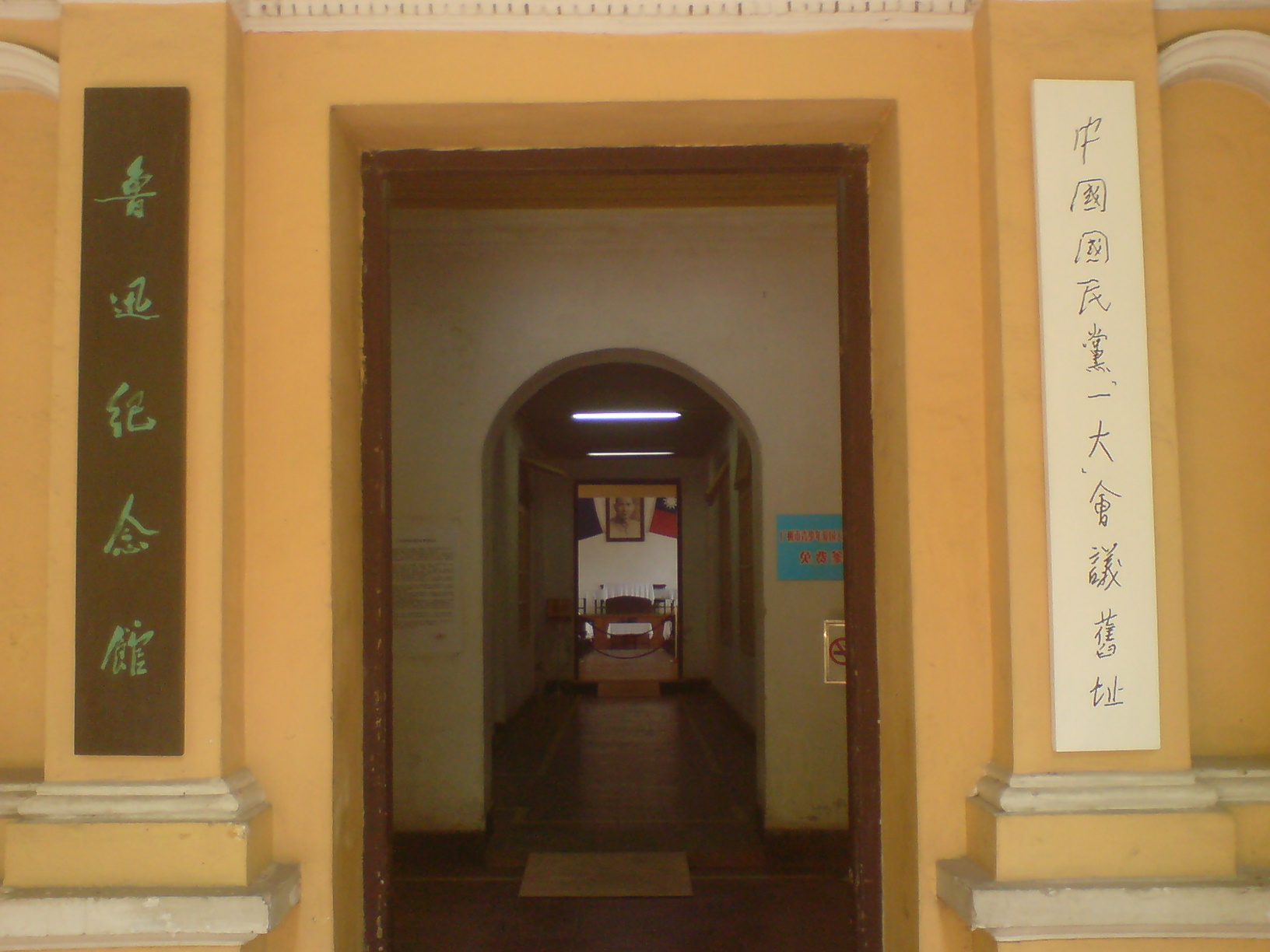
位于原广东省博物馆内的鲁迅纪念馆

后人为纪念鲁迅，在他生前生活或工作过的许多地方开设了鲁迅纪念馆或者鲁迅博物馆。位于各地的纪念馆主要有：

## 各地纪念馆

### 绍兴
绍兴鲁迅纪念馆位于绍兴市都昌坊口鲁迅路208号。

### 北京
北京鲁迅博物馆位于北京市阜成门内宫门二条19号鲁迅故居内。
八道湾鲁迅纪念馆位于八道湾胡同十一号，北京市第三十五中学校内。

### 上海
上海鲁迅纪念馆位于上海市鲁迅公园内。

### 广州
广州鲁迅纪念馆位于广州市文明路广东省立中山图书馆东侧的钟楼内，是鲁迅应邀来广州担任国立中山大学中文系主任兼教务主任时住过的地方，目前也是中國國民黨第一次全國代表大會舊址。

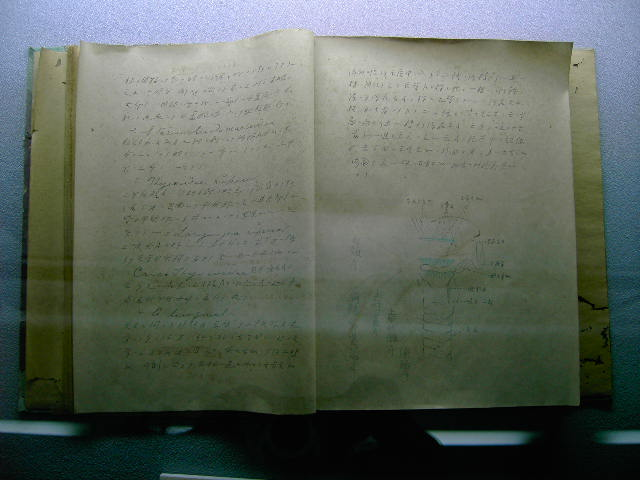
鲁迅在日本留学时的笔记，上有藤野先生的注解
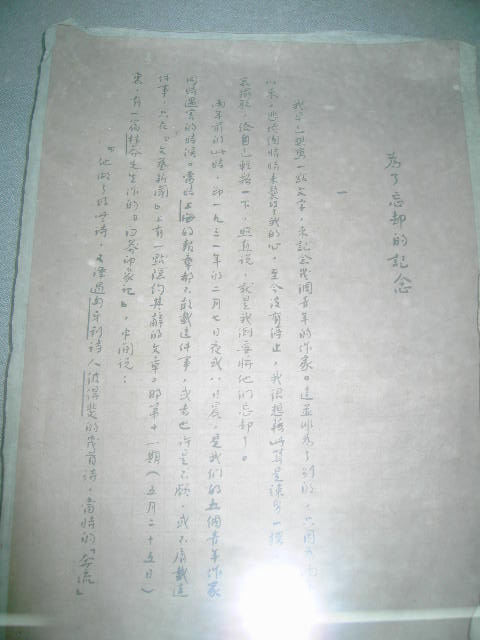
《为了忘却的纪念》手稿

### 厦门
厦门鲁迅纪念馆位于厦门市厦门大学内。

### 南京
南京鲁迅纪念馆位于南京师范大学附属中学内，于2006年4月27日开馆。

### 临海
临海鲁迅展览馆位于浙江省台州临海市紫阳街395号，于2006年元旦开馆。